# Fremdspannungsabstand
Der Fremdspannungsabstand {\displaystyle D_{f}} ist das Verhältnis von Nutzspannung zu Fremdspannung eines Übertragungssystems für akustische Signale. Die Fremdspannung ergibt sich durch die systembedingten Störquellen des Übertragungssystems.
Zur Bestimmung des Fremdspannungsabstands wird gemäß der nachstehenden Beziehung die Fremdspannung zur Nutzspannung (elektrisches Nutzsignal) des Übertragungssystems ins Verhältnis gesetzt, logarithmiert und in dB angegeben:
{\displaystyle {\frac {D_{f}}{\mathrm {dB} }}=20\cdot \ lg\ {\frac {U_{n}}{U_{f}}}\,}.
Dabei bedeuten:
- Un die Nutzspannung
- Uf die Fremdspannung.

Die Messung der Fremdspannung erfolgt über einen linearen Verstärker, der den ganzen Ton-Übertragungsbereich umfasst, d. h. ohne Bewertungsfilter. Insbesondere das Netzbrummen kommt also voll zur Wirkung. Die normgemäße Messung erfolgt zwischen 22 Hz und 22 kHz (ITU-R  BS.468-4  ANNEX2).
Die mit Bewertungsfilter gemessene Spannung des Geräuschs heißt Geräuschspannung.